# Cliff Bleszinski
Clifford Michael Bleszinski, comúnmente llamado CliffyB, es un diseñador y desarrollador de videojuegos, nacido en Massachusetts, Estados Unidos, el 12 de febrero de 1975. Hasta el 3 de octubre de 2012, fue jefe y diseñador de varios proyectos de la empresa Epic Games en Raleigh, Carolina del Norte. Es conocido por su desarrollo en la serie Unreal, en la que trabaja como diseñador jefe desde 1999 y Gears of War. En su día comentó que se sentía fuertemente influenciado por Shigeru Miyamoto (creador de videojuegos como Mario y The Legend of Zelda). CliffyB es hermano de Tyler Bleszinski, creador de SB Nation y Vox Media.
En su sitio web, CliffyB a menudo comparte sus pensamientos y sentimientos sobre el mundo, la cultura estadounidense, los videojuegos, y la vida en general. Tiene un estilo que tachan de arrogante por sus cambios de opinión y por sus declaraciones. Como contrapunto, tiene la virtud de llegar al consumidor por su proximidad a la hora de trabajar con los fanes de sus juegos y aceptar propuestas para mejorarlos. Es habitual verlo en partidas en línea de Xbox Live con su propio sobrenombre. En los pasados premios G-Phoria del 2007, el videojuego Gears of War recibió el premio a Mejor juego de acción, Mejor juego multijugador, Mejores gráficos y Mejor juego del año. En los premios anuales de la Electronic Entertainment Expo de 2008, Gears of War 2 recibió los premios a "Mejor videojuego de disparos del año entre todas las plataformas", "Mejores gráficos entre todas las plataformas" y "Mejor juego de acción entre todas las plataformas".
En 1991 creó su primer videojuego, Palace of Deceit: Dragon's Plight, una aventura gráfica para Microsoft Windows. También es conocido por juegos como Dare to Dream y Jazz Jackrabbit. 

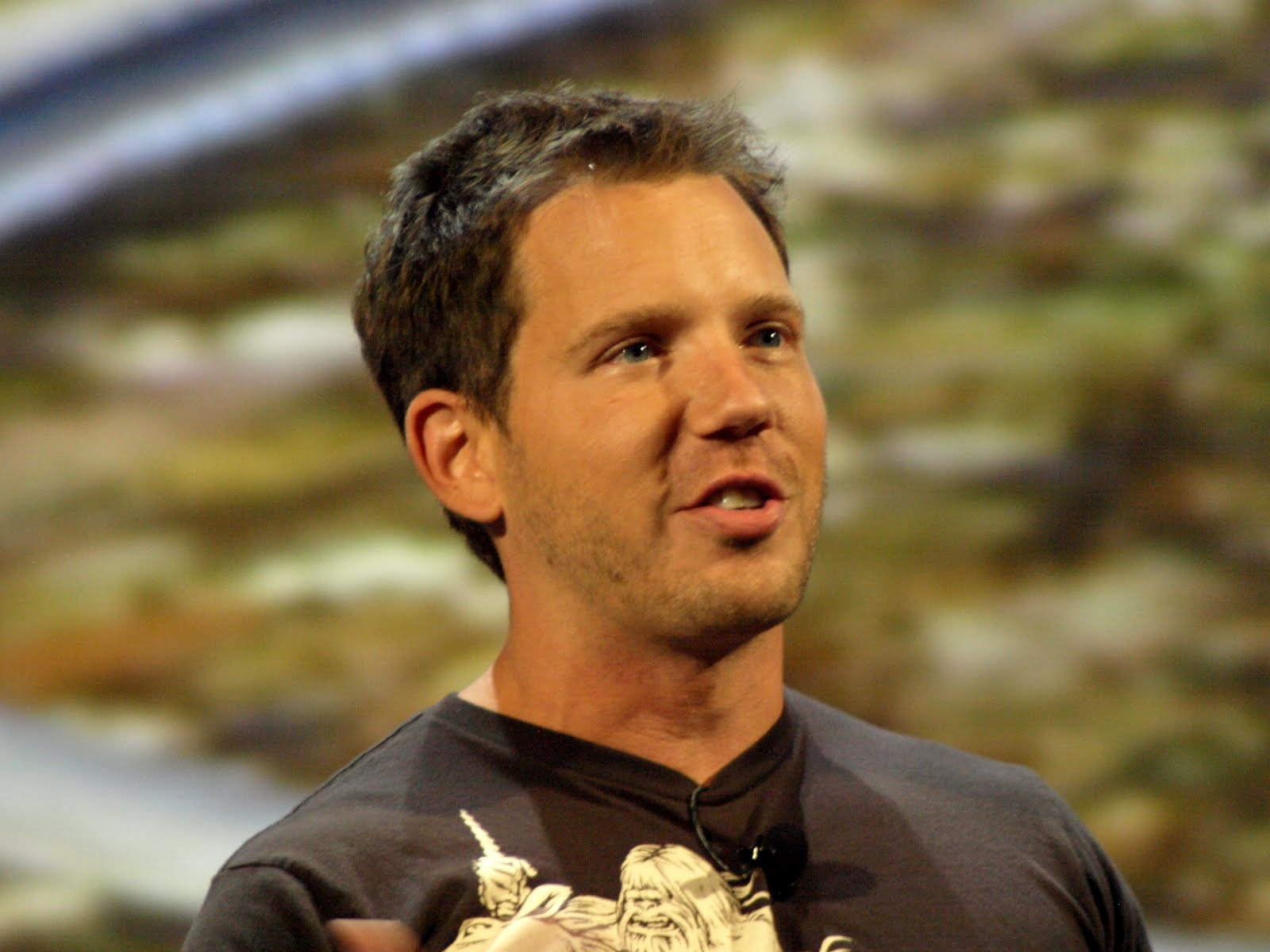
Cliff Bleszinski durante la presentación de Gears of War 3 en el E3 2010.

En 2006 trabajó como diseñador jefe del videojuego Gears of War para la videoconsola Xbox 360. Entre sus grandes proyectos está el ser productor ejecutivo de la adaptación cinematográfica de dicho videojuego.
En 2012, tras su año sabático en 2011, anuncia mediante su cuenta de Twitter que abandona Epic Games después de 20 años de trabajo para continuar según el con "Seguir hasta la siguiente etapa de mi carrera".
En 2014, a través de su cuenta oficial de Twitter anunció que volvía a la industria del videojuego, durante ese mismo año anunció la salida de su nuevo juego bajo el nombre de proyecto "BlueStreak", creado por el estudio Boss Key Productions, donde es CEO y fundador junto a Arjan Brussee
En 2015 se anunció Lawbreakers, pero el lento desarrollo, anunciado como FTP (FreeToPlay) llegó a las tiendas con precio de entrada, lo que indignó a muchos jugadores que esperaban este juego después de varios meses sin noticias claras sobre su lanzamiento. En la actualidad, los servidores de LawBreakers han sido cerrados, dejando el título inaccesible. 
En mayo de 2018 Bleszinki anunció el cierre la productora "Boss Key" 

## Videojuegos
- The Palace of Deceit: The Dragon's Plight (1992), Game Syndicate Productions
- Dare to Dream Volume One: In a Darkened Room (1993), Epic MegaGames, Inc.
- Jazz Jackrabbit (1994), Epic MegaGames, Inc.
- Jazz Jackrabbit: Holiday Hare 1994 (1994), Epic MegaGames, Inc.
- Tyrian (1995), Epic MegaGames, Inc.
- Jazz Jackrabbit: Holiday Hare 1995 (1995), Epic MegaGames, Inc.
- Unreal (1998), GT Interactive Software Corp.
- Jazz Jackrabbit 2 (1998), Gathering, Project Two Interactive BV
- Unreal Tournament (1999), GT Interactive Software Corp.
- Tyrian 2000 (1999), XSIV Games
- Jazz Jackrabbit 2: The Secret Files (1999), Gathering, Project Two Interactive BV
- Unreal Tournament (Game of the Year Edition) (2000), Infogrames, Inc.
- Unreal Tournament 2003 (2002), Infogrames, Inc.
- Unreal Championship (2002), Infogrames, Inc.
- Jazz Jackrabbit (2002), Jaleco Entertainment, Inc.
- Devastation (2003), HD Interactive B.V
- Unreal Tournament 2004 (2004), Atari, Inc.
- Unreal Championship 2: The Liandri Conflict (2005), Midway Home Entertainment, Inc.
- Brothers In Arms: Road to Hill 30 (2005), Ubisoft, Inc.
- Gears of War (2006), Microsoft Game Studios
- Unreal Tournament 3 (2007), Midway Home Entertainment, Inc.
- Gears of War 2 (2008), Microsoft Game Studios
- Shadow Complex (2009), Microsoft Game Studios
- Fat Princess (2009), Sony Computer Entertainment America, Inc.
- Lost Planet 2 (2010), CE Europe Ltd.
- Bulletstorm (2011), Electronic Arts
- Gears of War 3 (2011), Microsoft Game Studios
- SuperHOT (2015), Blue Brick
- LawBreakers (2017), Nexon Corporation
- Radical Heights (2018), Boss Key Productions

## Filmografía
- Stay Alive (2006) (consultante)
- Varios sketches de Mega64
- Jake and Amir, episodio "The Hot Date" (2011) (él mismo)
- Sonic for Hire, episodio "Gears of War" (2013) (él mismo)
- Video Game High School, season 2 episode 1 (2013)
- Starbomb, "I Choose You TO DIE!!!" (2014)
- Video Games: The Movie (2014) (productor, entrevistado)
- The Jimquisition, episodio "The Golden Sins of Horror Games" (2015) (él mismo)
- Gears of War (película) (TBA) (productor ejecutivo, consultante)